# Siriómetro
El siriómetro o distancia a Sirio era una unidad de distancias astronómicas creada por el astrónomo William Herschel durante sus estudios de la Vía Láctea.
Herschel la definió como la distancia media a las estrellas de primera magnitud. 
Posteriormente sería definida con más precisión por Hugo von Seeliger como la distancia correspondiente a un paralaje de 0.2" (valor estimado del paralaje de Sirio en aquella época, aunque más tarde se demostraría erróneo) aunque otros astronómos como Carl Charlier prefirieron definirla simplemente como 106 unidades astronómicas.
El siriómetro pasó a ser una unidad en desuso frente a la popularidad del pársec como unidad de distancias astronómicas. Según Gunnar Malmquist, uno de los motivos de la popularización del pársec fue precisamente el nombre, según él, más atractivo para otros astrónomos.